# Genevieve Tobin

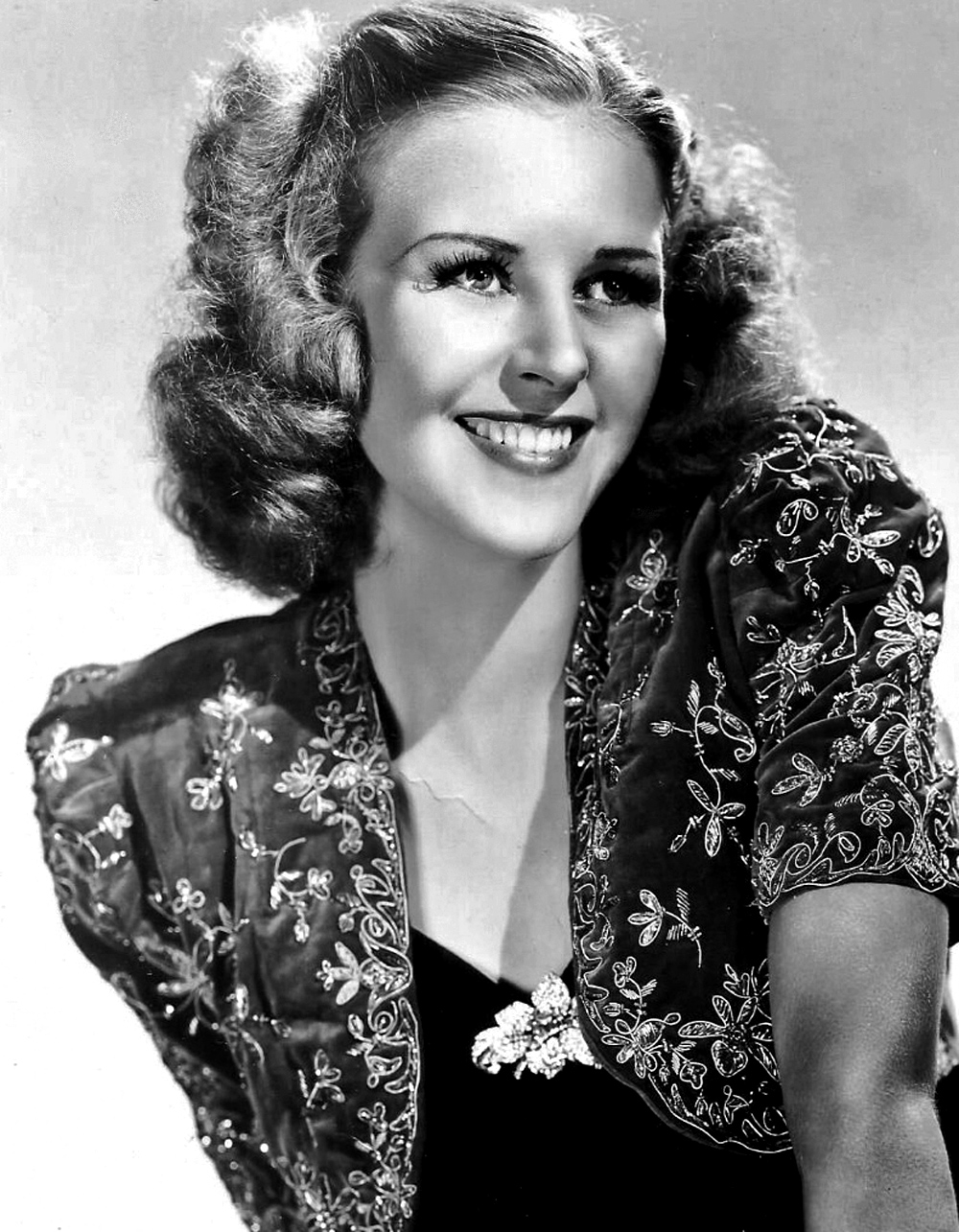
Genevieve Tobin

Genevieve Tobin (29 november 1899 - 21 juli 1995) was een Amerikaanse actrice.

## Levensloop
Genevieve Tobin begon haar filmcarrière als kind in 'Uncle Tom's Cabin' uit 1910. Ze verscheen in enkele films als kind en vormde een dubbelrol met haar zus, Vivian. Haar topjaren als actrice waren de jaren '30. Ze speelde meestal kleinere rollen. In enkele films speelde ze een hoofdrol zoals in 'The Petrified Forest' uit 1936 met Leslie Howard, Bette Davis en Humphrey Bogart en haar laatste film uit 1940 'No Time For Comedy' met James Stewart. Tobin huwde in 1938 met regisseur William Keighley, die overleed in 1984. Tobin overleed in 1995 op 95-jarige leeftijd.

## Beknopte filmografie
- Infernal Machine (1933)
- The Case of the Lucky Legs (1935)
- The Petrified Forest (1936)
- Dramatic School (1938)
- No Time For Comedy (1940)

- Biblioteca Nacional de España: XX5055056
- Bibliothèque nationale de France: cb14044800q (data)
- Catàleg d'autoritats de noms i títols de Catalunya: 981058514778306706
- Gemeinsame Normdatei: 1020828226
- International Standard Name Identifier: 0000 0001 2123 9211
- Library of Congress Control Number: n88051321
- Nationale Bibliotheek van Tsjechië: xx0186427
- Nationale Bibliotheek van Israël: 987007286182305171
- SNAC: w68n1nbk
- Système universitaire de documentation: 121822362
- Virtual International Authority File: 22343775
- WorldCat: E39PBJjxryr78h7rQTwjDhB773